# 2 Brothers on the 4th Floor
2 Brothers on the 4th Floor est un groupe néerlandais de musique électronique, originaire d'Utrecht. Il est composé des frères Martin et Bobby Boer (producteurs), D-Rock (rap) et Des'ray (voix). Ils sont notamment connus pour leurs titres Never Alone (1993) et Dreams (Will Come Alive) (1994).

## Histoire

### Débuts etDreams(1990–1994)
Les frères Boer ont déjà fait l'expérience musicale en 1990 lorsque leur single Can't Help Myself est diffusée sur les chaînes néerlandaises. Les frères s'allient avec le rappeur Da Smooth Baron MC (Peter Baburek) et les chanteuses Peggy « The Duchess » et Gale Robinson pour former leur groupe. La sortie de leur single suivant, Turn Da Music Up, est un succès plus modéré, mais il aide le groupe à se populariser. 2 Brothers on the 4th Floor publie deux hits singles avant de se séparer. Martin Boer emménage un nouveau studio professionnel et se lance dans la production de remixes sous le nom de Dancability Productions.
2 Brothers on the 4th Floor revit de nouveau grâce aux frères Boer en 1993. Bobby rejoint Martin dans son studio et, après quelque temps, publient le single Never Alone. Ce single est le premier lancé aux côtés du rappeur D-Rock (René Philips) et  de la chanteuse Des'ray (Desirée Manders). La chanson Dreams, titre du premier album du groupe, capture le sens de l'eurodance. De par la popularité du genre musical en 1994, la chanson devient un hit à l'échelle nationale et internationale. Le style renouveau du groupe et le concept sont bien accueilli par l'audience néerlandaise. Never Alone atteint les classements et est certifié disque d'or. Dreams, le single suivant du groupe, atteint la première place des classements néerlandais (dont le top 30 des Hot Dance Club Songs du classement Billboard[réf. nécessaire]) et Let Me Be Free, son successeur, atteint le top 10 à l'échelle nationale.

### 2et divers singles (1995–2001)
En 1995 et 1996, 2 Brothers on the 4th Floor publient les singles Fly (Through the Starry Night), Come Take My Hand et Fairytales, et changent leur genre pour du happy hardcore. Ces singles atteignent les classements de plusieurs pays européens. À la fin de 1996, le groupe publie le single There's a Key et son second album, 2. Après 2, le groupe change de styles musicaux et publient le single One Day, une chanson RnB.
En mars 1998, 2 Brothers on the 4th Floor publient le single Do U Know, une chanson orientée pop à faible. Fin 1998, le single The Sun Will Be Shining est publié. Il contient les remixes de Mark van Dale et Enrico, Dance Therapy et la Dub Foundation. Le 5 février 1999, le single Heaven Is Here est publié. Le 29 octobre de la même année assiste à la publication de Living In Cyberspace. Le 16 juin 2000, le single Wonderful Feeling est publié. Le 29 juin 2001, le single Stand Up And Live est publié.

### Retour (depuis 2002)

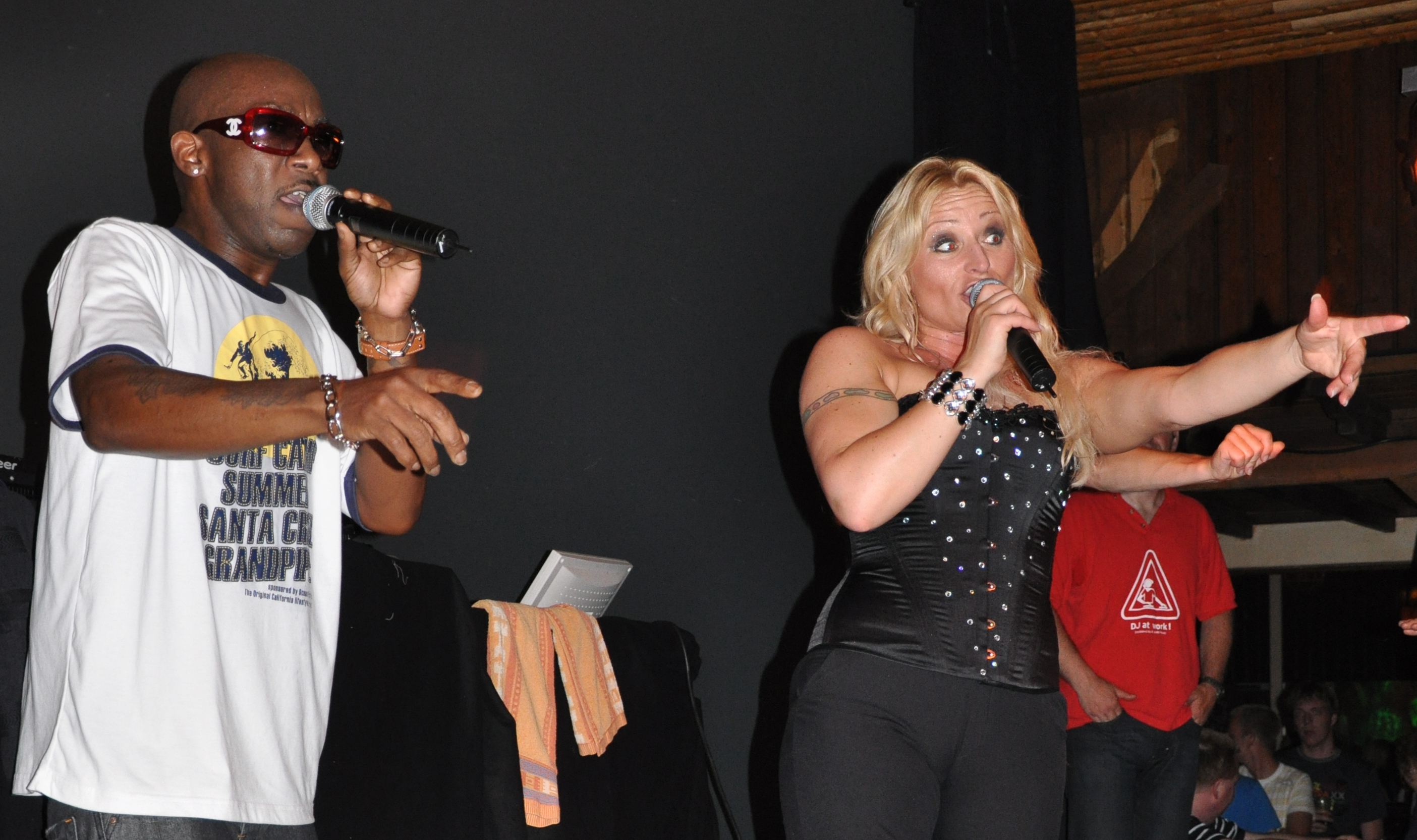
2 Brothers on the 4th Floor, sur scène en 2009.

Le duo n'avait jamais sorti son troisième album en raison de problèmes avec les labels discographiques. Les chansons Never Alone, Come Take My Hand et Dreams sont utilisées comme bandes originales du film néerlandais New Kids Nitro (2011). La chanson Dreams est également utilisée dans le film Flodder 3, sorti en 1995.
Le groupe est en tournée en 2015, avec des représentations prévues en 2018. En plus de leurs fonctions au sein de 2 Brothers on the 4th Floor, Des'Ray mène une carrière solo, et D-Rock travaille avec le rappeur/MC E-Life. Le 6 mai 2016, la compilation The Very Best of (25th Anniversary Edition) sort en l'honneur du 25e anniversaire du groupe. Un double CD avec les plus grands succès sur le premier disque avec l'inédit Shine Like a Star et une version acoustique de Dreams, et sur le deuxième single des remixes de Never Alone et Dreams, entre autres. Ce dernier sort en single pour accompagner la sortie de la compilation. Les 13, 14 et 15 mai 2016, ils produisent en tant qu'invités lors de Toppers in Concert à l'Amsterdam ArenA.
En avril 2024, D-Rock décide de révéler qu'il souffre de la maladie de Parkinson depuis des années.

## Discographie

### Albums studio
| Dreams                                                                    | - Sortie : 30 juillet 1994 - Label : Lowland Records - Formats : CD  | 5  | 91 |
| 2                                                                         | - Sortie : 30 novembre 1996 - Label : Lowland Records - Formats : CD | 18 | —  |
| « — » montre que la chanson n'a pas atteint les classements dans ce pays. |                                                                      |    |    |

### Compilations
| Best of 2 Brothers on the 4th Floor                                       | - Sortie : 19 mars 2010 - Label : Tabtoo - Formats : CD  | —  |
| The Very Best of                                                          | - Sortie : 2016 - Label : Lowland Records - Formats : CD | 64 |
| « — » montre que la chanson n'a pas atteint les classements dans ce pays. |                                                          |    |

### Singles
| Titre                                                                     | Année | Meilleure position | Meilleure position | Meilleure position | Meilleure position | Meilleure position | Meilleure position | Meilleure position | Meilleure position | Meilleure position | Meilleure position | Meilleure position | Certifications | Album      |
| Titre                                                                     | Année | P-B                | BEL (FLA)          | BEL (WAL)          | ALL                | FRA                | ITA                | NOR                | SUI                | SUÈ                | É.-U. Dance        | R-U.               | Certifications | Album      |
| ------------------------------------------------------------------------- | ----- | ------------------ | ------------------ | ------------------ | ------------------ | ------------------ | ------------------ | ------------------ | ------------------ | ------------------ | ------------------ | ------------------ | -------------- | ---------- |
| Can't Help Myself                                                         | 1990  | 6                  | 21                 | —                  | 32                 | 6                  | —                  | —                  | —                  | —                  | 6                  | —                  |                | Dreams     |
| Turn da Music Up                                                          | 1991  | 17                 | 22                 | —                  | —                  | —                  | —                  | —                  | —                  | —                  | —                  | —                  |                | Dreams     |
| Never Alone (en)                                                          | 1993  | 2                  | 3                  | —                  | —                  | —                  | 18                 | —                  | —                  | 38                 | —                  | —                  | - NVPI : Or    | Dreams     |
| Dreams (Will Come Alive) (en)                                             | 1994  | 1                  | 8                  | —                  | 25                 | 60                 | 4                  | —                  | 32                 | 14                 | —                  | 93                 | - NVPI : Or    | Dreams     |
| Let Me Be Free (en)                                                       | 1994  | 7                  | 11                 | —                  | 43                 | —                  | 11                 | —                  | —                  | 23                 | —                  | —                  |                | Dreams     |
| Fly (Through the Starry Night) (en)                                       | 1995  | 6                  | 19                 | 30                 | —                  | —                  | 15                 | —                  | —                  | 24                 | —                  | —                  |                | 2          |
| Come Take My Hand (en)                                                    | 1995  | 4                  | 9                  | —                  | —                  | —                  | 16                 | 12                 | —                  | 28                 | —                  | —                  |                | 2          |
| Fairytales                                                                | 1996  | 4                  | 46                 | —                  | —                  | —                  | —                  | —                  | —                  | 49                 | —                  | —                  |                | 2          |
| Mirror of Love                                                            | 1996  | 6                  | 22                 | —                  | —                  | —                  | —                  | —                  | —                  | 44                 | —                  | —                  |                | 2          |
| There's a Key                                                             | 1996  | 7                  | 65                 | —                  | —                  | —                  | —                  | —                  | —                  | —                  | —                  | —                  |                | 2          |
| Christmas Time (version de Noël de There Is a Key)                        | 1996  | —                  | —                  | —                  | —                  | —                  | —                  | —                  | —                  | —                  | —                  | —                  |                | 2          |
| One Day                                                                   | 1997  | 15                 | —                  | —                  | —                  | —                  | —                  | —                  | —                  | —                  | —                  | —                  |                | 2          |
| I'm Thinkin' of U                                                         | 1997  | 20                 | 48                 | —                  | —                  | —                  | —                  | —                  | —                  | —                  | —                  | —                  |                | hors album |
| Do You Know?                                                              | 1998  | 26                 | —                  | —                  | —                  | —                  | —                  | —                  | —                  | —                  | —                  | —                  |                | hors album |
| The Sun Will Be Shining                                                   | 1998  | 29                 | —                  | —                  | —                  | —                  | —                  | —                  | —                  | —                  | —                  | —                  |                | hors album |
| Heaven Is Here                                                            | 1999  | 52                 | —                  | —                  | —                  | —                  | —                  | —                  | —                  | —                  | —                  | —                  |                | hors album |
| Living in Cyberspace                                                      | 1999  | 28                 | —                  | —                  | —                  | —                  | —                  | —                  | —                  | —                  | —                  | —                  |                | hors album |
| Wonderful Feeling                                                         | 2000  | 44                 | —                  | —                  | —                  | —                  | —                  | —                  | —                  | —                  | —                  | —                  |                | hors album |
| Stand Up and Live                                                         | 2001  | —                  | —                  | —                  | —                  | —                  | —                  | —                  | —                  | —                  | —                  | —                  |                | hors album |
| « — » montre que la chanson n'a pas atteint les classements dans ce pays. |       |                    |                    |                    |                    |                    |                    |                    |                    |                    |                    |                    |                |            |